# 张院水库
张院水库是中国安徽省合肥市庐江县境内的一座水库，位于长江支流黄泥河上，建于1969年。水库正常库容为900万立方米，集雨面积为15平方千米，海拔为47.6米。